# Saponaria gypsacea
Saponaria gypsacea är en nejlikväxtart som beskrevs av A.I. Vvedensky. Saponaria gypsacea ingår i släktet såpnejlikor, och familjen nejlikväxter. Inga underarter finns listade i Catalogue of Life.